# Tomás Gabriel Duque
Tomás Gabriel Duque (Ciudad de Panamá, 1 de enero de 1890 - Ciudad de Panamá, 1 de abril de 1965) fue un político y empresario panameño.
Fue hijo del empresario José Gabriel Duque, dueño de la Lotería de Panamá y del periódico La Estrella de Panamá. Realizó sus estudios primarios en el Colegio del Istmo y luego viajó a Estados Unidos, donde estudió en una academia militar en Nueva York. Comenzó a administrar los bienes familiares en 1914 y en 1918, cuando falleció su padre, heredó sus negocios.
Como político, fue miembro del Partido Liberal, siendo consultor (1914), delegado a la convención (1916) y tesorero (1924-1930). En 1926 fue elegido primer vicepresidente de Panamá y por unos días en 1928 ocupó la presidencia por licencia del titular Rodolfo Chiari. En 1930 nuevamente asumió el cargo de primer vicepresidente, hasta el golpe de Estado de 1931.
Fue director de La Estrella de Panamá desde 1914 hasta 1932 y luego desde 1944 hasta 1965. También fue diputado de la Asamblea Nacional, concejal del distrito de Panamá, secretario de Agricultura, secretario de Hacienda y Tesoro, gerente del Banco Nacional de Panamá y representante de Panamá ante Nicaragua, Chile y Perú. También fue miembro de la junta directiva de la Cervecería Nacional.